# محسن مجتهد شبستري
محسن مجتهد شبستري (بالفارسية: محسن مجتهد شبستری) (و. 1937 – 2021) هو سياسي من إيران. ولد في شبستر. كان عضوًا في مجلس خبراء القيادة من دورته الأولى إلى الخامسة، ممثلًا لمحافظة أذربيجان الشرقية.